# Marilen Pirtea
Marilen-Gabriel Pirtea (n. 28 noiembrie 1973, Ștei, România) este un deputat român, de profesie economist și rector al Universității de Vest din Timișoara. A fost ales deputat în 2016, 2020 și 2024 din partea PNL.

## Studii
A urmat școala generală și liceul de matematică-fizică „Avram Iancu” din localitatea natală, susținându-și bacalaureatul în 1992. Apoi a urmat cursurile Facultății de Științe Economice a Universității de Vest din Timișoara, pe care le-a absolvit în 1997, cu specializarea Finanțe-Bănci. În continuare a urmat tot acolo masterul în specializarea Fiscalitate, absolvit în 1998. În 2002 a obținut titlul de doctor în domeniul Finanțe, cu teza Managementul trezoreriei întreprinderii, sub conducerea prof. univ. dr. Horia D. Cristea. În perioada 2007–2015 a urmat o serie de cursuri postuniversitare de specializare în domeniile management universitar, securitate, diplomație și politică externă. Articolele științifice semnate de Marilen Pirtea în această perioadă au fost suspectate de plagiat.

## Activitate profesională

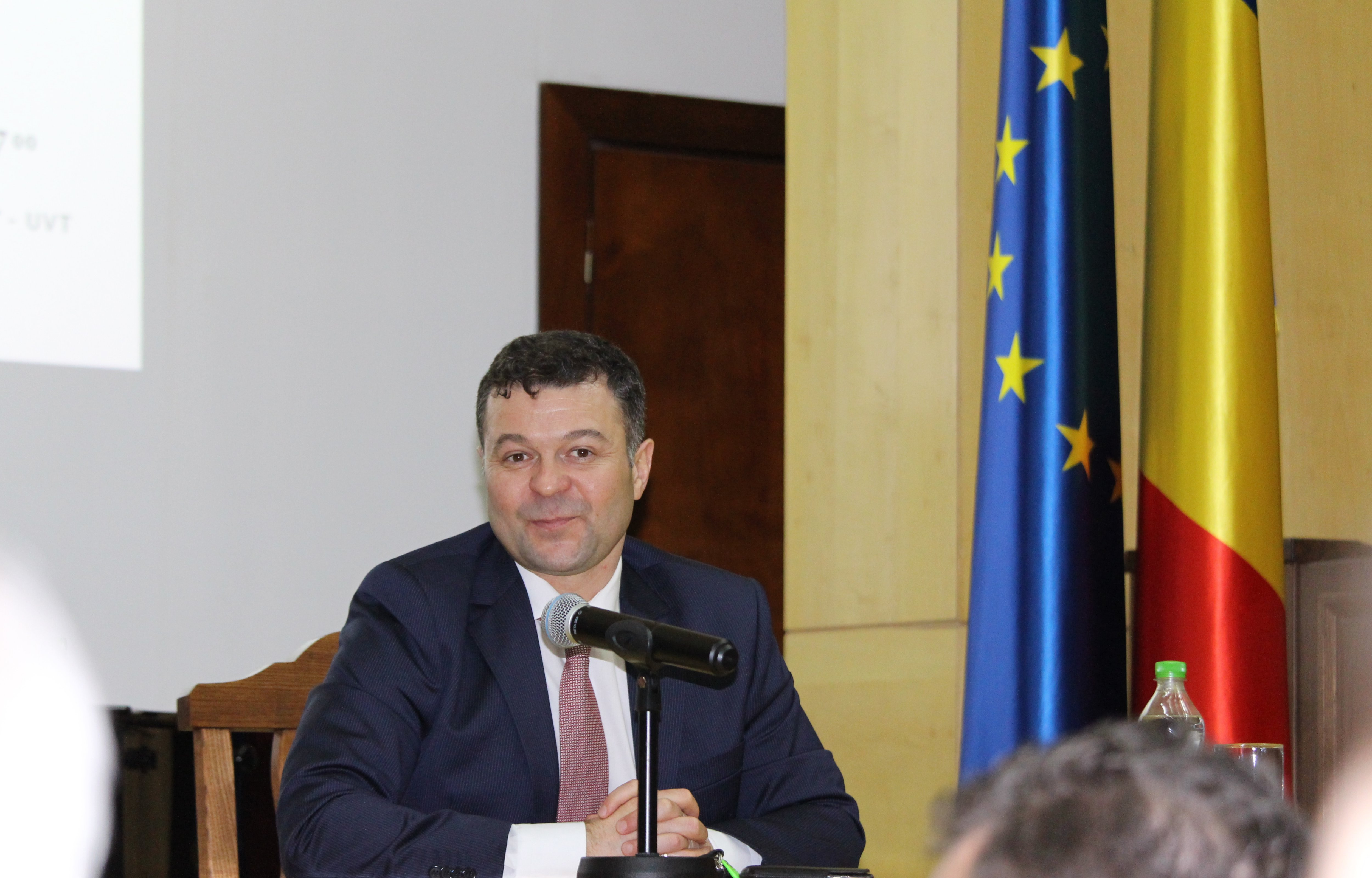
Marilen Pirtea în 2017

După absolvirea facultății și-a continuat activitatea în cadrul Universității de Vest ca preparator (1997–2000), asistent (2000–2002), lector (2002–2005), conferențiar (2005–2008) și profesor (din 2008). Este conducător de doctorat în domeniul Finanțe.
A îndeplinit funcțiile de cancelar al Facultății de Științe Economice (2004–2008), prodecan și decan al Facultății de Economie și de Administrare a Afacerilor (2008–2012), respectiv rector al Universității de Vest (din 2012). Pirtea este membru în mai multe asociații cu profil finanțe-bănci din țară și membru fondator al Platformei de Formare și Cercetare Interdisciplinară „Nicholas Georgescu-Roegen”. Pirtea este, de asemenea, membru în Consiliul de administrație al Aeroportului Internațional „Traian Vuia”.
Pe lângă activitatea managerială, Marilen Pirtea activează ca editor al revistelor Timișoara Journal of Economics and Business, Theoretical and Applied Economics și Logistique & Management.

## Activitate politică
În 2016 a fost ales deputat în Parlamentul României în circumscripția electorală nr. 37 din județul Timiș, din partea PNL. În cadrul Camerei Deputaților, Marilen Pirtea este membru al Comisiei pentru comunitățile de români din afara granițelor țării și secretar al Comisiei pentru buget, finanțe și bănci. Din 3 septembrie 2018, Marilen Pirtea este vicepreședinte al Camerei Deputaților, înlocuindu-l în această funcție pe deputatul PNL de Timiș Ben Oni Ardelean.

## Onoruri
- Cetățean de onoare al orașului Ștei (2014)[14]